# 평성역
평성역(平城驛)은 조선민주주의인민공화국 평안남도 평성시 역전동에 위치한 평라선의 철도역이다. 평성시의 중심 철도역이다. 변경 전 역명은 사인장역(舍人場驛)이었다.
조선민주주의인민공화국의 각 지역에서 평양 시내로 가기 위해서는 평양 여행 허가증이 있어야 하는데, 일반적으로 평양으로 접근하는 길목인 평성역에서 여행 허가증을 검열하며 여행증이 없는 많은 사람들은 본 역에서 하차할 수밖에 없게 된다. 이 때문에 평성역을 중심으로 장마당이 발전하게 되었다.